# الیمپوس سی-۳۱۰ زوم
الیمپوس سی-۳۱۰ زوم (به انگلیسی: Olympus C-310 Zoom) یک دوربین عکاسی ساخت شرکت الیمپوس است.